# Stradivarius Boissier
Violín fabricado por el maestro de Cremona en 1713, conocido como «El Boissier», tiene la caja de arce, y el mástil y pala, fileteados, de conífera. Mantiene el barniz original amarillo anaranjado. Tiene las siguientes inscripciones: "Antonius Stradivarius Cremonensis / Faciebat Anno 1713" (etiqueta impresa, el 13 mss.); en el puente: "R. Coll. Madrid" (hacia 1990 tenía puente "Caressa. Français").
También es conocido como «Ex Boissier-Ex Sarasate» o simplemente «Boissier-Sarasate».
La Comunidad de Madrid declaró este violín como Bien de Interés Cultural (BIC) en 2014, convirtiéndose en el primer instrumento musical al que se le ha otorgado tal distinción.

## Historia
Fue propiedad de Pablo Sarasate. Fabricado para el genovés Boissier, fue a parar a la Corte madrileña de Carlos III de España. Terminó en manos de Negli, quien lo vendió a los Sres. Gand & Bernardel, y estos lo vendieron al violinista español en 1888. Sarasate lo cedió en su testamento al Conservatorio madrileño, junto a una renta de 25.000 francos, para la instauración de un premio de virtuosismo de violín, el Premio Sarasate. En la actualidad se conserva en la Colección de Instrumentos Antiguos del Real Conservatorio Superior de Música de Madrid. Normalmente es cedido para la celebración del concierto de entrega del nombrado Premio Sarasate y del Premio Internacional de Violín "Pablo Sarasate", convocado anualmente por la Comunidad Foral de Navarra.

## Dimensiones
- Largo de caja 35,6 cm.
- Ancho de caja 16,8-11,1-20,7 cm.
- Grosor de aros (superior e inferior) 2,9 y 3,2 cm.
- Longitud entre cejilla y borde de la caja 12,9 cm.
- Ancho de la voluta (de frente) 41 mm, 24 mm, 11,5 mm
- Longitud vibrante: 32,4 cm.